# Dragotinci, Sveti Jurij ob Ščavnici
Dragotinci so naselje v Občini Sveti Jurij ob Ščavnici.